# Gabriella Santoro
Gabriella Santoro (5 agosto 1925 – ...) è stata una cestista italiana.

## Carriera
Ha disputato con l'Italia i Campionati europei del 1952 e del 1954.